# Béa Diallo
Lansana Béa Diallo (Monrovia, 7 juli 1971) is een Belgisch-Guinees politicus. Als Belgisch politicus behoort hij tot de socialistische PS.

## Levensloop
Diallo is van Guineese origine en leeft in België met de dubbele Belgische en Guinese nationaliteit. Hij werd geboren in Liberia als zoon van een Guineese diplomaat in dat land en groeide op in de Franse hoofdstad Parijs. Op zijn veertiende verhuisde hij met zijn gezin naar Brussel. Hij studeerde economie aan de ULB. Daarna was hij van 1997 tot 2005 gedelegeerd bestuurder van zijn eigen bewakingsfirma en van 2000 tot 2013 voorzitter van Hafia FC, een voetbalploeg uit eerste klasse in Guinee. Diallo heeft de club inmiddels verkocht.
Van 1991 tot 2007 was Diallo actief als professioneel bokser. Hij kreeg naamsbekendheid door het behalen van enkele titels. In 1994 werd hij Belgisch kampioen bij de super-welters. In 1996 werd hij kampioen van de Benelux bij de half zwaargewichten en in 1998 internationaal kampioen IBF bij de middengewichten. Van zijn 47 professionele gevechten behaalde hij 25 overwinningen (waarvan 5 met KO), 18 nederlagen en 4 onbeslist.
In 2004 begon hij als lid van de PS aan een politieke loopbaan. Van 2004 tot 2019 zetelde hij voor de partij in het Brussels Hoofdstedelijk Parlement en het Parlement van de Franse Gemeenschap. In het Brussels parlement was hij in 2004-2009 lid van de commissie Binnenlandse Zaken, in 2009-2014 lid van de commissie Leefmilieu, Natuurbehoud, Water en Energie, van 2014 tot 2019 ondervoorzitter van de commissie Territoriale Ontwikkeling en van 2015 tot 2019 lid van de commissie Economische Zaken en Tewerkstelling. In de assemblee van de Franse Gemeenschap was Diallo van 2004 tot 2014 lid van de commissie Financiën, Begroting en Sport, in 2004-2009 tevens bevoegd voor Algemene Zaken en in 2009-2014 voor Comptabiliteit, van 2009 tot 2014 voorzitter van de commissie Internationale Betrekkingen en Europese Vraagstukken en Algemene Zaken, van 2014 tot 2016 voorzitter van de commissie Sport en van 2016 tot 2019 vast lid van de commissie Jeugdhulp, Justitiehuizen, Sport en de Promotie van Brussel. In 2019 werd hij niet herkozen. 
Op lokaal politiek niveau was Diallo van 2006 tot 2021 gemeenteraadslid en schepen van Elsene. Als schepen was hij in de periode 2006-2016 bevoegd voor Gezin, Jeugd, Tewerkstelling, Sociale Integratie, Gelijke Kansen en vanaf 2012 tevens voor Sociale Cohesie. In 2016 werd Diallo eerste schepen van Elsene, bevoegd voor Personeel, Jeugd, Tewerkstelling, Sociale Cohesie, Internationale Samenwerking en Sport en vanaf 2018 eveneens belast met Financiën. Toen Diallo in 2011 waarnemend burgemeester was, kwam hij in Vlaanderen een eerste maal uitvoerig in beeld naar aanleiding van de betogingen in de Matonge, na de verkiezingen in Congo.
Op 5 september 2021 werd de Guinese president Alpha Condé afgezet na een militaire staatsgreep onder leiding van kolonel Mamady Doumbouya. De regering en instellingen van het land werden ontbonden, de grondwet werd opgeschort en er werd een overgangsregering geïnstalleerd die democratische verkiezingen moest voorbereiden. Hierbij werd ook beroep gedaan op mensen uit de Guinese diaspora, zoals Bea Diallo. In november 2021 ging hij akkoord om deel uit te maken van de overgangsregering en werd hij minister van Jeugd en Sport. Zijn voornaamste opdracht was het structureren van projecten die jongeren perspectief en stabiliteit moeten bieden in het onstabiele en door corruptie geteisterde land, onder meer door de voetbalsport nieuw leven in te blazen. Als gevolg hiervan diende Diallo zijn ontslag in als gemeenteraadslid en schepen van Elsene. Hij bleef wel officieel gedomicilieerd in de Brusselse gemeente. Diallo bleef minister in Guinee tot in februari 2024, toen de regering waarin hij zetelde werd ontbonden door de militaire machthebbers. 